# Skårby landskommun
Skårby landskommun var en tidigare kommun i dåvarande Malmöhus län.

## Administrativ historik
Kommunen bildades i Skårby socken i Ljunits härad i Skåne när 1862 års kommunalförordningar trädde i kraft. 
Vid kommunreformen 1952 uppgick kommunen i Ljunits landskommun som uppgick 1971 i Ystads kommun.

## Politik

### Mandatfördelning i Skårby landskommun 1938-1946
| 9 | 4 | 7 |

| 19 |

| 8 | 3 | 9 |

| 19 |

| 8 | 10 | 2 |

| 20 |